# Frank McLintock
Francis « Frank » McLintock est un footballeur écossais né le 28 décembre 1939 à Glasgow. Il a notamment joué pour le Leicester City, l'Arsenal et le QPR. Il fait partie du Scottish Football Hall of Fame, depuis 2012, lors de la neuvième session d'intronisation.

## Carrière
- 1956-1964 : Leicester City
- 1964-1973 : Arsenal FC
- 1973-1976 : Queens Park Rangers

## Palmarès
- 9 sélections et 1 but avec l'équipe d'Écosse entre 1963 et 1971.